# Renald Knysh
Renald Ivanovich Knysh (en ruso: Ренальд Иванович Кныш, en bielorruso: Рэнальд Іванавіч Кныш; Kapyl, Bielorrusia, 10 de septiembre de 1931-Grodno, 19 de abril de 2019) fue un entrenador soviético y bielorruso de gimnasia artística, conocido por haber sido el entrenador de Olga Korbut. Fue catedrático honorario de Grodno.

## Biografía
En 1949 logró el campeonato júnior bielorruso. Comenzó a entrenar en 1953 en la escuela deportiva n.º 3 de Grodno. Fue entrenador de las campeonas olímpicas Yelena Volchétskaya (1964) y Korbut (1972 y 1976), así como de la campeona nacional soviética Tamara Alekseeva. 
Tras los Juegos Olímpicos de 1972, como parte integrante de la delegación soviética, se reunió con el presidente estadounidense Richard Nixon.
Finalizados los Juegos Olímpicos de 1980, Korbut acusó a Knysh de haber abusado sexualmente de ella, lo que él negó. Dicha acusación le obligó a abandonar el deporte. Vivió en Mineralnye Vody, Tallin y Kaliningrado. En 1989 regresó a Grodno. Escribió poesía (comenzó a involucrarse en la versificación en tres años) y sus memorias.
Trabajó en la elaboración de los beneficios que fueron utilizados por los atletas rusos en preparación para los Juegos Olímpicos de 2012, pero no obtuvieron la aprobación de la gerencia deportiva.
Knysh falleció en Grodno en abril de 2019 a la edad de 87 años.

## Alegaciones de abuso
En 1999, Olga Korbut afirmó públicamente que había sido víctima de abuso físico y sexual por parte de Knysh mientras él la entrenaba, y que él la había violado poco antes de los Juegos Olímpicos de 1972, después de embriagarla con coñac. Alegó que el abuso continuó durante varios años, hasta que Knysh pasó a jóvenes de menor edad.